# Mladinski center
Najširše so definirali mladinske centre sami mladinski delavci, ki so na »Srečanju mladinskih centrov Urada RS za mladino« v Tolminu oktobra 2005 dorekli, da je mladinski center:
prostor, ki ponuja mlademu kvalitetno preživljanje prostega časa oblikovan po njegovi meri. 
Vanj se vključujejo mladi kot posamezniki za usmerjeno ali neusmerjeno preživljanje prostega časa in kjer poteka celostna obravnava posameznika.

## Kaj je mladinski center?
Je pravna oseba, opravlja dejavnost na območju [[Mestna ob� �ina|mestne občine]] ali območju več lokalnih skupnosti, zagotavlja prostor, opremo, redno delovanje, ustrezen kader z izkušnjami, uveljavlja pluralno programsko zasnovo, zagotavlja takšno notranjo organizacijsko shemo, ki omogoča demokratično obravnavo in koordinacijo izvedbe planiranega programa.
Mladinski centri so namenjeni
- Posameznikom:
  - Osnovna skupina 15. – 29. leta;
  - Predšolska in osnovnošolska populacija;
- Ostalim:
  - neformalnim skupinam mladih (skupine brez pravno formalne oblike) ter
  - formalnim skupinam mladih oz. vključuje tudi mlade zbrane v društvih, zvezah društev,…

Tako mladim zagotavlja: asociativne načine druženja, informiranost mladih, spodbuja aktivno participacijo mladih, prostovoljne aktivnosti, neformalno izobraževanje mladih, prispeva k socialni povezanosti mladih, družbeni integraciji mladih, uveljavlja mobilnost mladih in mednarodno povezovanje mladih.
Programi, ki jih slovenski mladinski centri izvajajo v različnem obsegu in z različnimi sredstvi v skladu z njihovimi prostorskimi in drugimi zmožnostmi:
- Zagotavljanje prostora za druženje, ustvarjanje in promocijo, pridobivanje informacij, dostopa do opreme in storitev, ... skozi
  - Klubski prostor;
  - Info točko z zbranim informativnim gradivom in brezplačnim dostopom do spleta;
  - Prostor za osebno informiranje in svetovanje;
  - Prireditveni prostor;
  - Razstavni prostor;
  - Računalniško sobo;
  - Glasbeno vadnico in studio;
  - Multimedijski prostor za video in filmsko produkcijo;
  - Večnamenske prostore za različna srečanja, predavanja, delavnice, ...

- Informiranje in svetovanje
  - Zbiranje, urejanje in posredovanje kvalitetnih informacij mladim;
  - Vzpostavitev različnih načinov, prilagojenih mladim, za posredovanje informacij;
  - Vzpostavitev lokalnih info točk izven mladinskih centrov;
  - Vzpodbujanje, vzpostavitev in koordiniranje vrstniškega informiranja;
  - Izvajanje osebnega informiranja in svetovanja na terenu in v centru;

### Seznam slovenskih mladinskih centrov:
- Blejski mladinski center
- C.M.A.K. - Cerkljanski mladinski alternativni klub
- Celjski mladinski center, Celje
- Center mladih Koper
- Center za mladinsko kulturo Kočevje
- CID, Center interesnih dejavnosti Ptuj
- CZM, Center za mlade, Domžale
- Društvo za razvijanje prostovoljnega dela Novo mesto
- Društvo Mladinski center Dravograd
- Društvo ŠKUC, Ljubljana
- Društvo Študentski, mladinski otroški center Laško
- Javni zavod Stotočje Medvode
- Javni zavod Mladi zmaji - Center za kakovostno preživljanje prostega časa mladih
- Klub mladih Kočevje
- KŠTM Sevnica
- Koroški mladinski kulturni center Kompleks Ravne na Koroškem
- LokalPatriot, Novo mesto
- Mladinski center Hiša mladih Ajdovščina
- Mladinski center Bit, Črnomelj
- Mladinski center Dravinjske doline, Slovenske Konjice
- Mladinski center Hrastnik
- Mladinski center Idrija
- Mladinski center Jesenice
- Mladinski center Kotlovnica, Kamnik
- Mladinski center Krško
- Mladinski center Litija
- Mladinski center Nova Gorica
- Mladinski center Ormož
- Mladinski center Podlaga, Sežana
- Mladinski center Prlekije, Ljutomer
- Mladinski center Šmartno ob Paki
- Zavod za mladino in šport Trbovlje
- Mladinski center Velenje
- Mladinski center Zagorje ob Savi
- Mladinski dnevni center KamRa
- Mladinsko društvo Polzela
- Mladinski informativni in kulturni klub, M.I.K.K. Murska Sobota
- Mladinski kulturni center Maribor
- Mladinski kulturni center Slovenj Gradec
- MOSTOVNA - Zavod neinstitucionalne kulture, Nova gorica-Solkan
- PEKARNA - Magdalenska mreža, Maribor
- Razvojna agencija Kozjansko (Mladinski center Šentjur)
- Šaleški študentski klub
- ŠKTM, Javni zavod za šport, kulturo, turizem in mladino Radlje ob Dravi
- Športni in mladinski center Piran
- Zavod BOB
- Zavod O, Škofja Loka
- Zavod za kulturo, turizem in promocijo Gornja Radgona
- Zavod za podjetništvo, turizem in mladino Brežice
- Združenje SEZAM

## Mreža Mama
Mreža MaMa je organizacija, ki združuje in zastopa organizacije, ki opravljajo dejavnosti mladinskih centrov ali delujejo na področju mladinskega dela v Sloveniji za namene podpore mladim in njihovega kakovostnejšega preživljanja prostega časa ter boljšega  življenja v družbi.
Mreža MaMa s svojim delovanjem:
- Povezuje organizacije, ki opravljajo dejavnosti mladinskih centrov ali delujejo na področju mladinskega dela v Sloveniji;
- Zastopa skupne interese članic napram vladnem sektorju in ostalim sogovornikom;
- Redno obvešča članice in ostalo zainteresirano javnost o vseh dejavnostih in aktivnostih, ki se tičejo mladih in dela z njimi;
- Organizira srečanja in vzpodbuja komunikacijo ter projektno povezanost med članicami;
- Članicam nudi strokovno pomoč;
- Skrbi za povezovanje med članicami Kluba MaMa in mladimi ustvarjalci;
- Mladim ustvarjalcem omogoča dostop do mladinskih prizorišč in podpira njihovo sodelovanje;
- Skrbi za  neformalno izobraževanje mladih in mladinskih delavcev;

Pri svojem delovanju Mreža MaMa med članicami Kluba MaMa in širši javnostjo vzpodbuja in promovira ustvarjalne dejavnosti mladih ter uveljavljala načela strpnosti, dobrega sodelovanja in hkrati tudi družbene kritičnosti.